# Господари на уеба
„Господари на уеба“ е интернет шоу, продължение на „Господари на ефира“. Първото издание е на 29 май 2019 година на сайта на шоуто. Към момента шоуто няма постоянно излъчване, но обикновено нови епизоди има всеки месец. То включва същата концепция, както Господари на ефира, но в по-различно студио.

## История
След официалното спиране на Господари на ефира на 31 декември 2018 година Джуди Халваджиян опитва различни начини за връщане на шоуто в ефир. След като се оказва невъзможно, продуцентът решава да създаде ново шоу със същата тематика, но този път в интернет. Първият пилотен епизод е излъчен на 29 май 2019 г. в официалния сайт на шоуто, с участието на Рачков и Зуека, а вторият епизод на 10 юли същата година с Мария Игнатова и Румен Угрински. Третият епизод има своята премиера два месеца по-късно на 11 септември, а водещи са Мария Игнатова и Ненчо Балабанов, четвъртият – на 25 септември, с водещи Зуека и Рачков, петият – на 9 октомври с Румен Угрински и Геро, шестият и специален епизод за изборите – на 30 октомври с Рачков и Зуека. Следват още епизоди веднъж месечно. През юни 2020 е излъчен последния епизод на първи сезон преди лятната ваканция, оставящ сезона с общо 14 епизода. На 30 септември същата година шоуто се завръща с втори сезон. На 14 октомври 2021 стартира трети сезон. На 29 септември 2022 стартира и четвърти сезон. Излъчването продължава да бъде веднъж месечно.

## Водещи
Водещите на шоуто се запазват:
- Димитър Рачков и Васил Василев-Зуека (първа поява – 27 май 2019 г.)
- Мария Игнатова и Румен Угрински (първа поява – 10 юли 2019 г.)
- Мария Игнатова и Ненчо Балабанов (първа поява – 11 септември 2019 г.)
- Герасим Георгиев – Геро и Румен Угрински (първа поява – 9 октомври 2019 г.)
- Малин Кръстев и Васил Василев-Зуека (първа поява – 20 ноември 2019 г.)
- Мария Игнатова и Стефан Попов – Чефо (първа поява – 18 март 2020 г.)
- Герасим Георгиев – Геро и Мария Игнатова (първа поява 21 октомври 2020 г.)
- Герасим Георгиев – Геро и Малин Кръстев (първа поява – 25 ноември 2020 г.)
- Герасим Георгиев – Геро и Димитър Рачков (първа поява – 14 октомври 2021 г.)
- Малин Кръстев и Ненчо Балабанов (първа поява – 31 март 2022 г.)
- Димитър Рачков и Малин Кръстев (първа поява – 29 септември 2022 г.)

## Епизоди
| Сезон | Сезон | Епизоди | Премиера          | Финал        |
| ----- | ----- | ------- | ----------------- | ------------ |
|       | 1     | 14      | 27 май 2019       | 16 юни 2020  |
|       | 2     | 7       | 30 септември 2020 | 29 юни 2021  |
|       | 3     | 8       | 14 октомври 2021  | 24 юни 2022  |
|       | 4     | 11      | 29 септември 2022 | 28 юни 2023  |
|       | 5     | 4       | 25 октомври 2023  | 4 април 2024 |
|       | 6     |         | 5 май 2025        |              |

### Сезон 1
| Епизод в поредицата | Епизод в сезона | Излъчване                     | Водещи                                 |
| ------------------- | --------------- | ----------------------------- | -------------------------------------- |
| 1                   | 1               | 27 май 2019                   | Димитър Рачков и Васил Василев-Зуека   |
| 2                   | 2               | 10 юли 2019                   | Мария Игнатова и Румен Угрински        |
| 3                   | 3               | 11 септември 2019             | Мария Игнатова и Ненчо Балабанов       |
| 4                   | 4               | 25 септември 2019             | Димитър Рачков и Васил Василев-Зуека   |
| 5                   | 5               | 9 октомври 2019               | Геро и Румен Угрински                  |
| 6                   | 6               | 30 октомври 2019              | Димитър Рачков и Васил Василев-Зуека   |
| 7                   | 7               | 20 ноември 2019               | Малин Кръстев и Васил Василев-Зуека    |
| 8                   | 8               | 18 декември 2019              | Мария Игнатова и Ненчо Балабанов       |
| 9                   | 9               | 22 януари 2020                | Мария Игнатова и Румен Угрински        |
| 10                  | 10              | 19 февруари 2020              | Мария Игнатова и Ненчо Балабанов       |
| 11                  | 11              | 18 март 2020 (част 1)         | Мария Игнатова и Стефан Попов – Чефо   |
| 11                  | 11              | 19 март 2020 (част 2)         | Мария Игнатова и Стефан Попов – Чефо   |
| 12                  | 12              | 15 април 2020 (Фейсбук)       | Димитър Рачков и Васил Василев – Зуека |
| 12                  | 12              | 16 април 2020 (Gospodari.com) | Димитър Рачков и Васил Василев – Зуека |
| 13                  | 13              | 20 май 2020                   | Геро и Румен Угрински                  |
| 14                  | 14              | 16 юни 2020                   | Димитър Рачков и Васил Василев-Зуека   |

### Сезон 2
| Епизод в поредицата | Епизод в сезона | Излъчване         | Водещи                               |
| ------------------- | --------------- | ----------------- | ------------------------------------ |
| 15                  | 1               | 30 септември 2020 | Димитър Рачков и Васил Василев-Зуека |
| 16                  | 2               | 21 октомври 2020  | Мария Игнатова и Геро                |
| 17                  | 3               | 25 ноември 2020   | Геро и Малин Кръстев                 |
| 18                  | 4               | 20 януари 2021    | Мария Игнатова и Румен Угрински      |
| 19                  | 5               | 8 април 2021      | Димитър Рачков и Васил Василев-Зуека |
| 20                  | 6               | 13 май 2021       | Геро и Малин Кръстев                 |
| 21                  | 7               | 29 юни 2021       | Мария Игнатова и Румен Угрински      |

### Сезон 3
| Епизод в поредицата | Епизод в сезона | Излъчване        | Водещи                           |
| ------------------- | --------------- | ---------------- | -------------------------------- |
| 22                  | 1               | 14 октомври 2021 | Геро и Димитър Рачков            |
| 23                  | 2               | 3 декември 2021  | Геро и Малин Кръстев             |
| 24                  | 3               | 28 януари 2022   | Мария Игнатова и Ненчо Балабанов |
| 25                  | 4               | 23 февруари 2022 | Геро и Димитър Рачков            |
| 26                  | 5               | 31 март 2022     | Малин Кръстев и Ненчо Балабанов  |
| 27                  | 6               | 19 април 2022    | Геро и Димитър Рачков            |
| 28                  | 7               | 25 май 2022      | Мария Игнатова и Румен Угрински  |
| 29                  | 8               | 24 юни 2022      | Малин Кръстев и Ненчо Балабанов  |

### Сезон 4
| Епизод в поредицата | Епизод в сезона | Излъчване         | Водещи                                              |
| ------------------- | --------------- | ----------------- | --------------------------------------------------- |
| 30                  | 1               | 29 септември 2022 | Димитър Рачков и Малин Кръстев                      |
| 31                  | 2               | 21 октомври 2022  | Малин Кръстев и Ненчо Балабанов                     |
| 32                  | 3               | 17 ноември 2022   | Мария Игнатова и Ненчо Балабанов                    |
| 33                  | 4               | 1 декември 2022   | Мария Игнатова и Румен Угрински                     |
| 34                  | 5               | 14 декември 2022  | Мария Игнатова и Ненчо Балабанов                    |
| 35                  | 6               | 25 януари 2023    | Мария Игнатова и Ненчо Балабанов                    |
| 36                  | 7               | 24 февруари 2023  | Мария Игнатова и Румен Угрински                     |
| 37                  | 8               | 31 март 2023      | Димитър Рачков, Васил Василев-Зуека и Малин Кръстев |
| 38                  | 9               | 26 април 2023     | Мария Игнатова и Ненчо Балабанов                    |
| 39                  | 10              | 31 май 2023       | Мария Игнатова и Васил Василев-Зуека                |
| 40                  | 11              | 28 юни 2023       | Малин Кръстев и Ненчо Балабанов                     |

### Сезон 5
| Епизод в поредицата | Епизод в сезона | Излъчване        | Водещи                               |
| ------------------- | --------------- | ---------------- | ------------------------------------ |
| 41                  | 1               | 25 октомври 2023 | Мария Игнатова и Румен Угрински      |
| 42                  | 2               | 30 ноември 2023  | Димитър Рачков и Васил Василев-Зуека |
| 43                  | 3               | 29 февруари 2024 | Мария Игнатова и Румен Угрински      |
| 44                  | 4               | 4 април 2024     | Димитър Рачков и Малин Кръстев       |

### Сезон 6
| Епизод в поредицата | Епизод в сезона | Излъчване  | Водещи                          |
| ------------------- | --------------- | ---------- | ------------------------------- |
| 45                  | 1               | 5 май 2025 | Мария Игнатова и Румен Угрински |